# 7A WF 83429
7A WF 83429 es el primer capítulo de la quinta temporada de la serie dramática El Ala Oeste.

## Argumento
El mundo observa la búsqueda desesperada de Zoey Bartlet mientras las administraciones rivales forman una alianza y sopesan algunas opciones que podrían incluir ataques militares preventivos a objetivos terroristas en Qumar, un movimiento que podría matarla. Josh observa espantado la invasión de un gabinete temporal republicano en la Sala Roosevelt. Al final del capítulo verá, junto a Donna, las muestras de cariño de los ciudadanos hacia la hija del Presidente.
Mientras C.J. acompaña a Glenallen Walken en su primera rueda de prensa en solitario como Presidente. Este aparece ante los medios como un estadista preparado y contundente. Poco antes, Danny Concannon amenaza con publicar la implicación del gobierno en el asesinato del ministro de Defensa de Qumar. Justo antes de revelarlo la Casa Blanca, arruinándole la exclusiva a su periódico, The Washington Post, C.J. le pide que lo haga con urgencia, para ganar todo el crédito que merece y torpedear a la nueva administración republicana.
El mundo, más que nunca, parece en crisis. Según la Reserva Federal, una recesión -palabra tabú para Josh- se encuentra a las puertas. Además, un terrible atentado se ha producido en Turquía, donde han muerto 14 soldados americanos y varias decenas más de otros países. El mayor de los cuales tenía solo 24 años. Y como en otras ocasiones, todo apunta al terrorismo del islamismo extremo.
Charlie sigue en la residencia, esperando órdenes del Presidente Bartlet, extremadamente preocupado por la que fue su novia tiempo atrás. Las otras hijas del Presidente visitan la Casa Blanca: Ellie (interpretada por Nina Siemaszko) y Elizabeth (interpretada por Annabeth Gish). Por su parte, su madre, Abbey está muy enfadada por no haber sabido nada del complot para asesinar al ministro de Qumar. Responsabiliza en parte a su marido del secuestro de la pequeña Zoey.

## Curiosidades
- El título del episodio hace referencia al número de expediente del caso de desaparición Zoey por parte del FBI.[1]
- Aparece por primera vez la hija mayor del  Presidente Bartlet, Elizabeth "Liz" Bartlet Westin, interpretada por Annabeth Gish, junto a los nietos de este.
- A partir de la Temporada 5, desaparecen de los créditos el creador de la serie, Aaron Sorkin (también productor ejecutivo) y el director, Tommy Schlamme. En un principio fue un mazazo para todos, pero la serie fue recuperándose poco a poco.[1]

## Premios
- Stockard Channing: Nominada al premio como mejor actriz secundaria de Serie Dramática en los Premios Emmy.[1]
- Nominada a la Serie Dramática en los Premios Emmy.

## Enlaces
- Enlace al Imdb
- Guía del Episodio (en inglés)
- Ficha de la actriz Annabeth Gis en Imdb